# Xavier Woods
Austin Watson (* 4. September 1986 in Marietta, Georgia), besser bekannt unter seinen Ringnamen Xavier Woods, Consequences Creed und Austin Creed, ist ein US-amerikanischer Wrestler, der derzeit bei der WWE unter Vertrag steht.
2014 gründete er mit Kofi Kingston und Big E das StableThe New Day, das zu einem der erfolgreichsten Tag Teams der Wrestlinggeschichte wurde. Mit The New Day gelang ihm der dreifache Gewinn der WWE Raw Tag Team Championship und der siebenfache Gewinn der WWE SmackDown Tag Team Championship.

## Privatleben
Im Jahr 2004 erlangte Watson den Schulabschluss auf der Sprayberry High School in Marietta, Georgia. Im selben Jahr begann er Psychologie und Philosophie bei der Furman University in (Greenville, South Carolina) zu studieren. Am 29. Mai 2008 beendete er das Studium an der Furman University mit einem Bachelor of Arts in Psychologie und Philosophie. Im Jahr 2013 erlangte er den Master in Psychologie. Derzeit arbeitet er daran, den Ph.D. zu erlangen.

## Wrestling-Karriere

### Independent-Ligen (2005–2010)
Während Watson die Furman University besuchte, begann er das Training als professioneller Wrestler. Im Jahr 2005 begann er für die Rob Adonis’ Ultimate Christian Wrestling-Promotion zu wrestlen. Während der Zeit in der World-Wrestling-Council-Promotion aus Greenville (South Carolina) entwickelte er sein Austin Creed-Gimmick, der auf dem Charakter Apollo Creed aus der Filmserie Rocky basiert.
Während seiner Zeit in der NWA Anarchy war Creed Teil eines Tag Teams namens Awesome Attraction zusammen mit Hayden Young. Das Team hatte eine der längsten Titelregentschaften in der Geschichte der Promotion, nachdem sie Justice Served (Jason Justice und Mike Free) am 7. April 2007 in Cornelia (Georgia) besiegten.
Am 12. Juli 2007 besiegte Creed Murder-One bei Deep South Wrestling und wurde damit der erste DSW Heavyweight Champion, nachdem sich die DSW von der WWE getrennt hat. In der DSW arbeitete er unter anderem mit The Assassin.
Am 10. Juli besiegte Creed Brian Milonas, U-Gene und Tommaso Ciampi und gewann damit das Super 8 Tournament 2010 der East Coast Wrestling Association.

### Total Nonstop Action Wrestling (2007–2010)

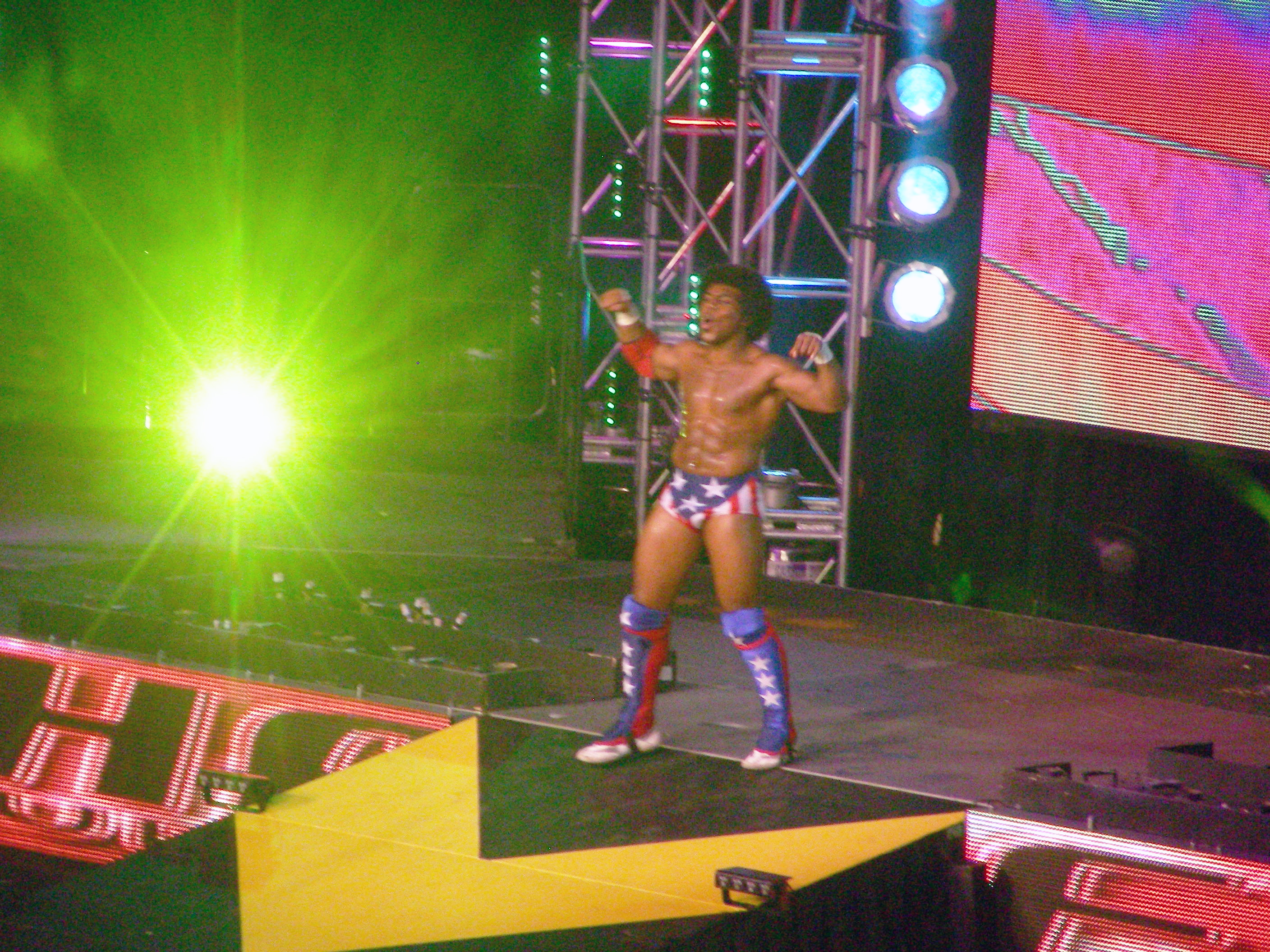
Consequences Creed beim Slammiversary Seven Event, 2009.

Creed trat 2007 beim Total Nonstop Action Wrestling-Pay-per-View Bound for Glory auf, wo er zusammen mit Ron Killings als Ersatz von Adam „Pacman“ Jones ein Team bildete. Er wrestlete unter dem Namen Rasheed Lucius „Consequences“ Creed. Sein Zusammenschluss mit Ron Killings wurde Truth and Consequences genannt, welches eine Kombination aus Killings' Spitznamen „The Truth“ und Creed's Spitznamen „Consequenzes“ war.
Am 21. Oktober 2007 wurde berichtet, dass Creed einen Vertrag bei TNA unterschrieben hat. Später bat Creed um eine Vertragsauflösung bei der TNA. Nachdem er Monate lang bei keiner TNA-Show im Fernsehen mehr auftrat, wurde seine Bitte akzeptiert und er wurde entlassen.
Am 10. Februar 2008 wrestlete Creed in einem Dark Match vor dem Pay-per-View Against All Odds. Zusammen mit Sonjay Dutt besiegte er The Rock 'n Rave Infection. Bei der TNA Impact!-Show vom 13. März wurde ein Promovideo zu Creed eingespielt, welches ihn beim Training zeigt und ankündigt, dass er beim Lockdown-Pay-per-View am 13. April 2008 zurückkehren wird. In der folgenden Woche wurde das Datum zur Rückkehr auf den 10. April geändert. Am 10. April 2008 kehrte Creed bei Impact! zurück und besiegte Jimmy Rave, einem der Teammitglieder von Rave of The Rock 'n Rave Infection, wodurch er sich für das Xscape-Match bei Lockdown qualifizierte. Während des Matches eliminierte er Shark Boy, jedoch wurde er später von Curry Man eliminiert. Beim Sacrifice-PPV trat er in einem TerrorDome-Match an, welches Kaz gewinnen konnte.

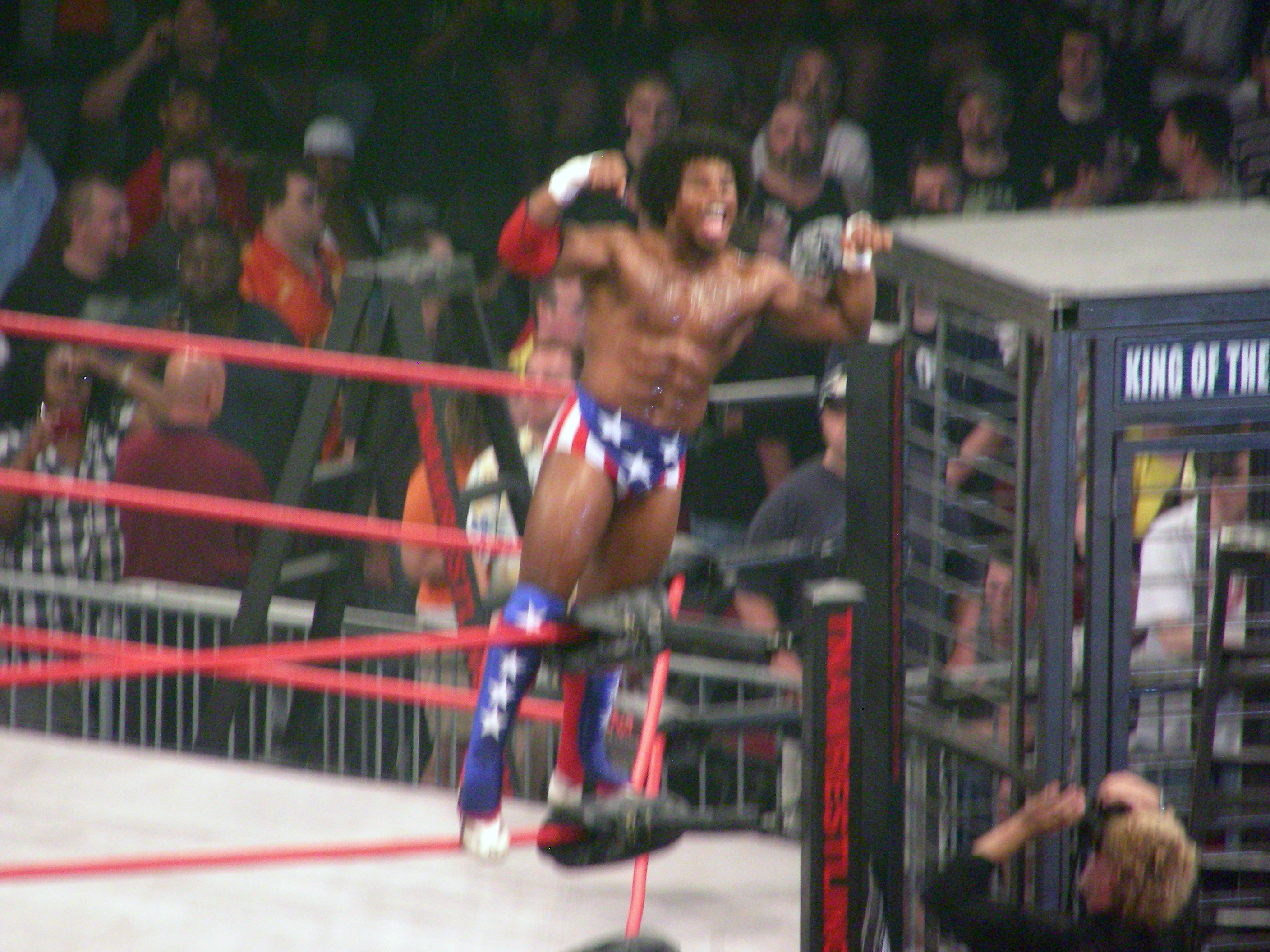
Consequences Creed beim Slammiversary Seven Event, 2009.

Beim Hard-Justice-PPV verlor Creed in einem X Division Championship-Match gegen Petey Williams, nachdem Sheik Abdul Bashir in das Match eingreifte. Am 4. September 2008 gewann er bei Impact! ein Number one Contenders-Match gegen Bashir, wodurch er beim No Surrender-PPV noch einmal gegen Williams für den X Division-Titel antreten durfte. Später wurde das Match zum Triple-Threat-Match umgewandelt, nachdem Bashir wiederholt Creed attackiert hat. Letztendlich gewann Bashir das Match und die X Division Championship.
Am 30. Oktober 2008 bildete Creed, zusammen mit Samoa Joe, A.J. Styles, Jay Lethal, Petey Williams, Eric Young, ODB und The Motor City (Alex Shelley und Chris Sabin) eine Gruppierung von jungen Wrestlern mit dem Namen The Frontline bei Impact!, um gegen The Main Event Mafia zu kämpfen.
Am 8. Januar 2009 gewannen Creed und Lethal in einem Tag Team-Match gegen Beer Money, Inc. (Robert Roode und James Storm) die TNA World Tag Team Championship. Sie nannten sich ab diesem Zeitpunkt Lethal Consequences. Beer Money Inc. gewannen den Titel wieder in einem Three-Way-Match nur drei Tage später beim Genesis-PPV. Die darauffolgenden Monate arbeiteten Lethal Consequences und Beer Money, Inc. zusammen und versuchten, Suicide zu demaskieren. Am 1. Oktober 2009 waren Lethal Consequences Teil bei Impact! von einem 5-Mann-Ladder-Match, um einen Titelkampf für die X Division-Championship zu bekommen. Während des Matches musste Creed bei einer Aktion erbrechen. Watson wurde am 29. März 2010 von der TNA entlassen.

### New Japan Pro Wrestling (2010)
Am 4. April kündigte New Japan Pro-Wrestling an, dass Watson, unter seinem Ringnamen Consequences Creed, beim Super J Tag Tournament teilnehmen wird. Am 8. Mai wurde er und sein Partner Kota Ibushi in der ersten Runde des Wettbewerbs von Gedo und KUSHIDA eliminiert. Creed kehrte am 18. Juni 2010 zu NJPW zurück, wo er mit dem IWGP Heavyweight Champion Togi Makabe und Tomoaki Honma im I Sports Crown Openweight 6 Mann-Tag Tournament teamte. Nachdem sie Tamon Honda, Kentaro Shiga und Makoto Hashi in der ersten Runde besiegten, wurden sie in der zweiten Runde von Shinsuke Nakamura, Masato Tanaka und Tomohiro Hashi eliminiert.

### WWE (seit 2010)

#### Florida Championship Wrestling und NXT (2010–2013)
Am 22. Juli 2010 wurde berichtet, dass Watson einen Entwicklungs-Vertrag bei der WWE unterschrieben hat. Watson, der seinen echten Namen als Ringnamen benutzte, machte sein Debüt bei Florida Championship Wrestling, der Entwicklungs-Liga der WWE. Er besiegte zusammen mit Percy Watson in einem Tag Team-Match Brodus Clay und Donny Marlow. Später wurde sein Ringname in Xavier Woods umbenannt. Im Oktober bildete Woods ein Team mit Wes Brisco. Am 14. Oktober nahmen sie in einem Tag Team Turmoil-Match teil, wo sie drei andere Teams besiegten. Am 4. November 2010 besiegten Woods und Brisco Johnny Curtis und Derrick Bateman, wodurch sie die Florida Tag Team Championship gewannen. Auch Brodus Clay und Jackson Andrews nahmen an dem Match teil. Am 1. Dezember wurde die FCW Florida Tag Team Championship für vakant erklärt, nachdem sich Brisco eine Verletzung zuzog. Als Ersatz teamte Woods mit Marcus Owens, wo sie erfolglos gegen Damien Sandow und Titus O’Neill um die vakante Florida Tag Team Championship antraten. In den Jahren 2011 und 2012 trat Woods alleine und ohne einen Team-Partner auf, allerdings ohne großen Erfolg.
Woods machte sein TV-Debüt bei der umbenannten Entwicklungs-Liga WWE NXT am 31. Oktober 2012, wo er gegen Leo Kruger verlor. Anschließend gewann er gegen El Local und Jake Carter.

#### Main Roster Debut und The New Day (seit 2013)
Am 18. November 2013 machte Woods sein Main-Roster-Debüt bei WWE Raw. Im Team mit R-Truth besiegte er 3MB (Drew McIntyre und Jinder Mahal). In der darauffolgenden Woche besiegte er Heath Slater. Am 29. November startete Woods eine Fehde mit Brodus Clay bei SmackDown, nachdem dieser Woods zuvor bei Raw provozierte. Später verloren er und R-Truth gegen Tons of Funk (Clay und Tensai). Am 2. Dezember besiegten Woods und R-Truth Tons of Funk im Rematch bei Raw. Am 17. Januar besiegte Woods Brodus Clay bei WWE Superstars, womit die Fehde beendet wurde. Anfang 2014 traten Woods und R-Truth nur noch sporadisch auf. Es folgte eine Fehde mit Alexander Rusev, welche sie verloren.

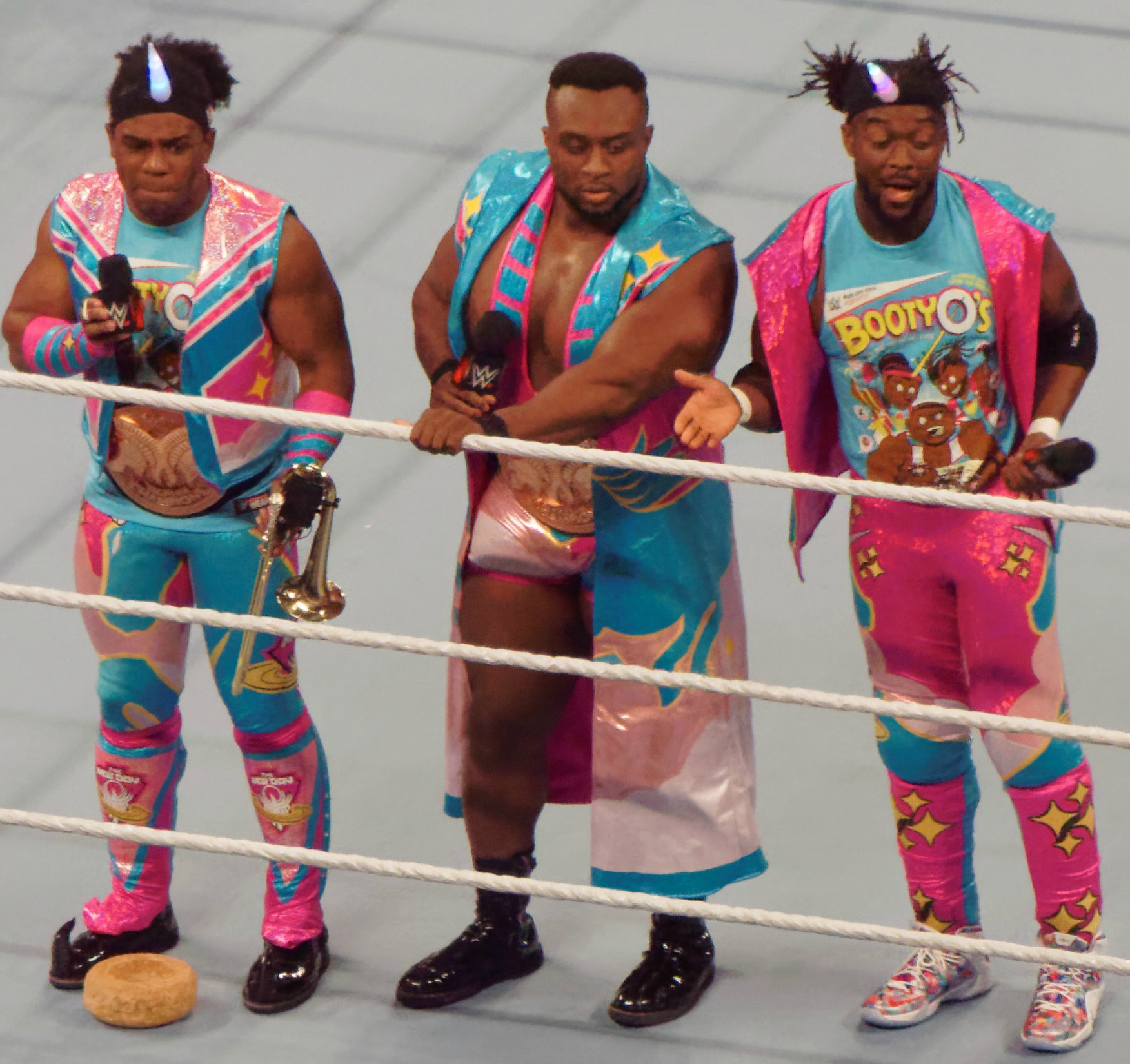
The New Day als WWE Tag Team Champions, 2016.

Seit dem 3. November 2014 bildet er gemeinsam mit Kofi Kingston und Big E das Stable The New Day. Am 26. April 2015 bei WWE Extreme Rules gewannen seine Stable-Kollegen Kofi Kingston und Big E die WWE Tag Team Championship von Cesaro und Tyson Kidd. The New Day treten unter der Freebird-Regel, das heißt, dass alle Mitglieder von The New Day WWE Tag Team Champions wurden. Bei WWE Money In The Bank 2015 verloren er und Big E die Titel an die Prime Time Players (Darren Young und Titus O'Neal). Beim Summerslam 2015 gewannen seine Stable-Kollegen Big E und Kofi Kingston ein Fatal-Four-Way-Tag Team Match gegen die Prime Time Players, Los Matadores und Lucha Dragons und holten sich somit die WWE Tag Team Championship zurück. Erneut treten The New Day unter der Freebird-Regel auf, sodass erneut alle drei Mitglieder von The New Day WWE Tag Team Champions sind. Bei WWE Night of Champions verloren The New Day gegen die Dudley Boyz durch Disqualifikation, da Woods eingriff. Die Titel haben sie nicht verloren, da die Dudley Boyz durch Disqualifikation gewannen.
Bei WWE Hell in a Cell konnten The New Day ihre Titel erfolgreich gegen die Dudley Boyz verteidigen, womit die Fehde vorbei war. Danach fehdeten sie gegen die Usos. Ihre Titel konnten sie erfolgreich bei WWE TLC: Tables, Ladders & Chairs 2015 gegen die Lucha Dragons und die Usos verteidigen. Beim Royal Rumble 2016 verteidigten seine Stable-Kollegen erfolgreich ihre Titel gegen die Usos. Am 22. Juli 2016 brachen The New Day den Rekord von Paul London und Brian Kendrick und wurden somit das Team mit der längsten Titelregentschaft der WWE Raw Tag Team Championship.
Der WWE Tag Team Championship wurde, noch während ihrer Regentschaft als Champions, im Zuge der Einführung der WWE SmackDown Tag Team Championship in WWE Raw Tag Team Championship umbenannt. Am 18. Dezember 2016 beim PPV  Roadblock: End of the Line verloren sie ihre Titel nach 483 Tagen Titelregentschaft an Cesaro und Sheamus.
Bei der SmackDown-Ausgabe vom 11. April 2017 wurde der Wechsel von allen Mitgliedern von The New Day zu SmackDown bekannt gegeben. Seitdem sind sie ein Teil des SmackDown-Rosters. Am 23. Juli 2017 bei WWE Battleground gewannen sie von den Usos die WWE SmackDown Tag Team Championship. Durch den Titelgewinn sind sie das erste Tag Team, das sich nach der Raw Tag Team Championship, auch die SmackDown Tag Team Championship sichern konnte. Beim SummerSlam am 20. August 2017 verloren sie die Titel wieder an The Usos. Bereits nach 23 Tagen konnten sich The New Day die SmackDown Tag Team Championship zurück von The Usos erkämpfen. Jedoch hielt auch diese Regentschaft nur 26 Tage und verloren schließlich die Titel wieder am 8. Oktober 2017 bei Hell In A Cell in einem Hell in a Cell Match zurück an The Usos. Am 21. August 2018 konnten sich das Trio zum dritten Mal die SmackDown Tag Team Championship sichern, diesmal von den damaligen Titelträgern The Bludgeon Brothers Harper und Rowan. Die Regentschaft hielt dann für 56 Tage und verloren die Titel am 16. Oktober 2018 bei SmackDown 1000 an The Bar Cesaro & Sheamus. Seither bestreitet das Trio diverse Tag Team Matches. Am 17. Juli 2019 gewann er zusammen mit Big E die SmackDown Tag Team Championship zum vierten Mal. Die Regentschaft hielt bis zum 15. September 2019 und verloren die Titel dann schlussendlich an The Revival Scott Dawson & Dash Wilder.
Im Oktober 2019 verletzte sich Woods an der Achillessehne. Am 9. Oktober kehrte er zurück und gewann mit Kingston die SmackDown Tag Team Championship, hierfür besiegten sie Cesaro & Shinsuke Nakamura. In der gleichen Nacht wechselte er auch durch den Draft zu Raw. Die Titel tauschten sie am 12. Oktober 2020 mit The Street Profits und wurden dadurch Raw Tag Team Champions. Die Titel verloren sie am 20. Dezember 2020 an The Hurt Business Shelton Benjamin und Cedric Alexander. Am 15. März 2021 gewannen sie die Raw Tag Team Championship erneut, hierfür besiegten sie The Hurt Business. Die Regentschaft hielt 26 Tage und verloren die Titel, schlussendlich am 10. April 2021 bei WrestleMania 37 an AJ Styles und Omos.
Am 1. Oktober 2021 wurde er beim WWE Draft zu SmackDown gedraftet. Im Oktober nahm er am King of the Ring Turnier teil. Er erreichte das Finale, wo er Finn Bálor besiegen konnte. Am 10. Dezember 2022 gewannen sie die NXT Tag Team Championship, hierfür besiegten sie Pretty Deadly Elton Prince und Kit Wilson bei NXT Deadline. Die Regentschaft hielt 56 Tage und verloren die Titel, schlussendlich am 4. Februar 2023 bei NXT Vengeance Day (2023) an Gallus Mark Coffey und Wolfgang.

## Wrestling-Erfolge
World Wrestling Entertainment
- King of the Ring 2021
- SmackDown Tag Team Championship (7× mit Big E und Kofi Kingston)
- Raw Tag Team Championship (4× mit Big E und Kofi Kingston)
- NXT Tag Team Championship (1× mit Kofi Kingston)
- Triple Crown

Total Nonstop Action Wrestling
- TNA World Tag Team Championship (1× mit Jay Lethal)

Florida Championship Wrestling
- FCW Florida Tag Team Championship (1× mit Wes Brisco)

Deep South Wrestling
- DSW Heavyweight Championship (1×)

East Coast Wrestling Association
- ECWA Super 8 Tournament (2010)

NWA Anarchy
- NWA Anarchy Tag Team Championship (1× mit Hayden Young)

## TV-Auftritte

### Acquisitions Incorporated
Wiederkehrende Gastrolle als Bobby Zimeruski, Goliath Barbar und „Käse-Esser“